# 西園寺源透
西園寺 源透（さいおんじ　げんとう、1864年（元治元年）3月 - 1947年（昭和22年）12月6日）は、明治時代から昭和時代前期にかけての愛媛県の郷土史家。旧姓は大野、号は富水、予水など。

## 生涯
伊予国宇和郡川内村（現・愛媛県宇和島市）にて出生し、6歳の時、宇和郡富野川村（現・西予市野村町）にあった西園寺家の養子となる。富野川小学校の教員や東宇和郡の書記を務めた後、27歳で中筋村（現・西予市）初代村長に就任した。その後郡会議員や県会議員などを経て、松山電気軌道や小倉薬館の会社役員に就任し、愛媛県の政財界にて重要な役割を果たした。
その後、多少の隠居生活を挟んで1914年（大正3年)に景浦直孝、曽我部一郎らとともに伊予史談会を設立し、会誌『伊予史談』を創刊したり、古文書や絵図など史料を収集したりするなど郷土史の研究にいそしんだ。

## 主な編著書
- 『伊予古文書』[3]
- 『伊予誌材雑集』[3]
- 『宇和郡資料』[3]
- 『石土資料』[3]
- 『高鴨資料』[3]
- 『伊予奇談伝説』[3]
- 『蒲生忠知公伝』

など

## 趣味
藩札のコレクションなどが残る。その数は膨大で、全国津々浦々の藩札を揃えて1頁ごとに数枚貼り付け、数冊のコレクションとした。